# Миноштица
Миноштица (грч. Μονόσπιτα, до 1926. грч. Μινόστιτσα) је насељено место у општини Негуш у периферији Средишња Македонија, Грчка. Према попису из 2021. године било је 795 становника.
Према бугарском географу и историчару, Василу Канчову, у Миноштици је 1900. године живело 170 Словена хришћана. После 1924. године насељене су грчке избегличке породице из Бугарске, укупно 157 особа.